# Moses Cohen Henriques
Moses Cohen Henriques Eanes foi um pirata português de origem judaica sefardita, que operou no século XVII na região das Caraíbas.